# Эббот-Пойнт
Эббот-Пойнт (англ. Abbot Point) Квинсленд, Австралия — самый северный глубоководный угольный порт Австралии. В порту находится угольный терминал англ. North Queensland Export Terminal (NQXT). В связи с дефицитом глубоководных портов в этом регионе Австралии порт имеет важнейшее значение для корпорации англ. North Queensland Bulk Ports Corporation.
Развитие порта вызвало обеспокоенность ряда природозащитных организаций, которые высказывают тревогу в связи с воздействием деятельности порта на Большой барьерный риф и водно-болотные угодья реки Кайли.
В мае 2021 года было объявлено о строительстве на территории порта стартового комплекса для запуска космических ракет — космодрома Боуэн.

## География
Порт Эббот-Пойнт расположен на восточном побережье Австралии в штате Квинсленд. Примерно в 25 километрах юго-восточнее находится город Боуэн — ближайший крупный населённый пункт. В 150 км севернее находится город Таунсвилл. Западнее порта проходит шоссе Брюса (местное обозначение A1 или международное M1). Ближайший крупный угольный терминал Хей-Пойнт находится примерно на 200 км южнее. Доставка угля в район угольного терминала производится по железной дороге.
Порт расположен недалеко от угольных бассейнов Боуэн и Галилея, и Северо-Западной минеральной провинции. Одновременно он удалён от крупных населённых пунктов, что позволяет снизить экологическую нагрузку и рассматривать перспективы роста.
На территории порта Эббот-Пойнт расположен один из метеорологических радаров Бюро метеорологии правительства Австралии. Модель радара WF100—6C/8 с антенной 2,4 м и шириной луча 1,7°. Радар хорошо расположен для наблюдений над океаном с сектором от северо-запада до юго-восток. Сектора, направленные на сушу, частично закрыты холмами высотой до 700 м примерно в 10-20 км к юго-юго-востоку и полностью закрыты холмом высотой около 250 м в 6 км к запад-юго-западу. Расположение радара позволяет обнаруживать и отслеживать тропические циклоны над Коралловым морем и для отслеживания гроз над сушей. Так же в зимние месяцы, в сезон юго-восточных пассатов, радар обнаруживает надвигающиеся тропические ливни. Однако в ветренную погоду возникают помехи от поверхность океана с сильным волнением, что снижает возможности по обнаружению прибрежных ливней.

## История
Строительство порта началось в 1981 году, а в 1984 было загружено первое судно.
В 2011 году индийская компания Adani Group взяла угольный терминал в долгосрочную аренду (99 лет) у правительства штата Квинсленд. В рамках арендного договора эксплуатацию порта осуществляет компания Abbot Point BulkCoal, дочерняя компания Glencore.
В декабре 2011 года был обнародован проект экспортных мощностей порта с 50 до 385 млн тонн, что привело бы к созданию самого большого угольного порта в мире. Проект оценивался в 8,8 млрд австралийских долларов (UAD). В мае 2012 года вице-премьер штата Квинсленд Джефф Синей объявил об отмене проекта, дав комментарий: «проект был назван нереалистичным и был отменён. Значительный масштаб, сложности проекта и потенциальные последствия для окружающей среды сделали проект неоправданным».
Следующий план, опубликованный в 2014 году, предусматривал ряд работ, которые должны были затронуть окружающие территории:
- Дноуглубительные работы на 2,5 млн тонн грунта, изъятого с морского дна, являющегося частью Большого Барьерного рифа;
- Строительство 335 гектаров прудов для хранения грунта на водно-болотных угодьях возле рифа;
- Строительство трубопровода, обеспечивающего сброс дождевой воды в водно-болотные угодья;
- Строительство круговой железнодорожной насыпи высотой 4 метра и длинной 6,5 км (четыре мили), охватывающей значительную часть водно-болотных угодий.

В 2015 году появился скорректированный план, по которому сброс грунта должен был производиться на территории, отведённой под коммерческую деятельность порта за пределами водно-болотных угодий Кейли.
В 2016 году Adani Group выкупила у Glencore принадлежавшую ей часть Abbot Point BulkCoal. К этому времени Adani Group инвестировала 1,8 млрд UAD в развитие портовой инфраструктуры.
В феврале 2024 года порт Эббот-Пойнт отметил сорокалетие работы. За это время порт провёл загрузку 6902 судов (первым судном, открывшим 41-й год работы порта стало BBG Liuzhou). За всё время работы на территории порта не произошло ни одной крупной экологической аварии.

## Экономика
Порт имеет один угольный терминал North Queensland Export Terminal (NQXT или T1). Лоцманскую проводку в Эббот-Пойнт и прилегающей акватории осуществляет порт Таунсвилла по поручению Службы морской безопасности Квинсленда. Услуги буксировки предоставляются компанией англ. Engage Marine. Восточнее T1 расположена многофункциональная разгрузочно-погрузочная площадка, а на территории порта расположены коммерческие складские помещения.
Терминал T1 расположен на удалении 2,5 км от берега и соединяется с сушей эстакадой протяжённостью 2800 м, по которой проходит угольный конвейер. Причальная стенка терминала позволяет обслуживать одновременно два судна, которые могут загружаться двумя судопогрузчиками.
Порт принимает суда длиной до 300 м или дедвейтом до 200 000 тонн. Доступ к причалу № 1 осуществляется через канал длиной около 520 м и шириной 70 м, а также глубиной около 20 м. В рамках расширения в августе 2008 года был вырыт новый канал для причала длиной 412 м и шириной 71 м, с глубиной 20 м, чтобы обеспечить доступ судов к причалу № 2.
Угольный склад порта состоит из четырёх отвалов, вытянутых в два ряда, с перспективой расширения до шести отвала в три ряда. Железнодорожный угольный терминал позволяет обслуживать составы грузоподъёмностью до 4600 тонн с производительностью до 4000 тонн в час. После расширения терминала грузоподъёмность обрабатываемых составов увеличится до 10 000 тонн.
Большие глубины и удобное географическое расположение позволяет предполагать рост порта. На 2024 год предлагается ряд проектов, включающих строительство угольных терминалов T2 и T3, многоцелевого терминала по приёму судов большого водоизмещения и тд. Максимальное количество причалов может достигать 12.
19 июня 2008 года территории непосредственно прилегающие к порту были объявлены Зоной развития Эббот-Пойнт, которая стала составной частью плана развития инфраструктуры Северного экономического треугольника правительства Квинсленда. Общая площадь зоны составила 16 230 гектаров, из которых только 4700 получили статус промышленных территорий.
В мае 2021 года заместитель премьер-министра и министр государственного развития, инфраструктуры, местного самоуправления и планирования Квинсленда Стивен Майлз объявил о планах строительства космодрома Боуэн на территории Эббот-Пойнт. В 2024 году строительство было завершено и 4 ноября 2024 года компания Gilmour Space Technologies получила первую в Австралии лицензию на орбитальный запуск ракеты-носителя Eris TestFlight 1. Создание космодрома привело к появлению более 100 рабочих мест на территории, относящейся к порту.

## Экология
Акватория порта является частью национального парка англ. Great Barrier Reef Marine Park, созданного для сохранения Большого Барьерного рифа. Сухопутная территория порта была исключена из зоны действия национального парка. При этом любые варианты развития прилегающих территорий должны проходить экологическую экспертизу.

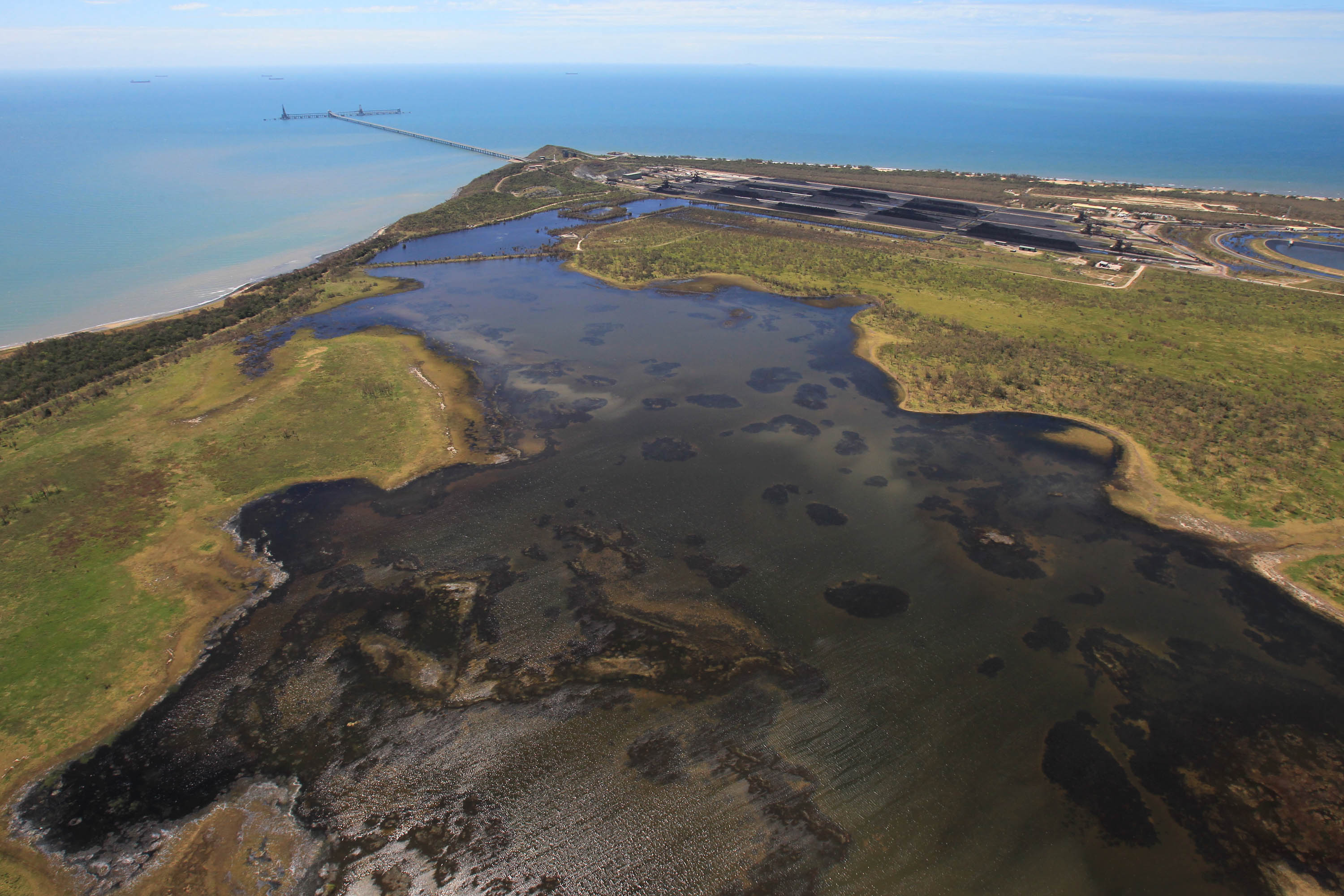
Часть водно-болотных угодий долины реки Кейли в районе угольного терминала порта Эббот-Пойнт

К западу от существующего угольного терминала находятся водно-болотные угодья долины реки Кейли, которые включены в Справочник важных водно-болотных угодий Австралии. Этот водно-болотный комплекс является основным местом обитания водоплавающих и околоводных птиц. Экология водно-болотных угодий подвержена сезонным колебаниям и значительно различается в засушливый и влажный сезоны. Площадь угодий может достигать 18 км в длину и 6 км в ширину, занимая площадь до 5000 га во время влажного сезона. Водно-болотные угодья Кейли являются домом для более 40 000 птиц.
В пределах территории порта были выявлены две области высокой природоохранной значимости, подпадающие под действие Закона об управлении растительностью 1999 года. Эти области были выделены в экологические буферные зоны с особым режимом землепользования.
Развитие территории Эббот-Пойнта неоднократно подвергалось критике со стороны природоохранных организаций как в Австралии так и за её пределами. В 2014 году Гринпис обратил внимание на планы расширения порта и дноуглубительных работ, которые проводились в акватории порта. Активистка Гринпис Луиза Маттиссон в своём заявлении обвинила министра окружающей среды Грега Ханта в пренебрежении безопасностью Большого Барьерного рифа в пользу угольного лобби.
В том же году Всемирный фонд дикой природы — Австралия выступил против планов перемещения грунта, который должен был быть вынут в рамках расширения порта. Изначально план предусматривал сброс грунта в море, что могло оказать разрушительное воздействие на прилегающие территории Большого Барьерного рифа. Изменения, внесённые в план, предполагали произвести сброс перемещённого грунта на территорию водно-болотных угодий Кейли. Под действием общественности планы роста порта были заморожены.
В 2017 году управляющая компания порта была оштрафована на 12 190 UAD за несанкционированный сброс ливневых вод в океан, который произошёл во время тропического циклона Дебби.